# RTVE Catalunya
RTVE Catalunya est un centre de production de Radiotelevisión Española situé à Sant Cugat del Vallès, en Catalogne.

## Présentation
Fondé le 14 juillet 1959, il est situé à cette époque à Barcelone, aux studios Miramar. Il est transféré en périphérie, à San Cugat del Vallés, le 27 juin 1983. 
RTVE Catalunya est un des centres de production les plus actifs de Televisión Española : les émissions de la seconde chaîne du groupe, La 2, y sont réalisées, de même que celles de Teledeporte (chaîne sportive du groupe TVE) et celles de TVE HD. Le centre produit également des décrochages régionaux spécifiques à la Catalogne, en catalan, repris localement par La 1 et La 2.